# CSNY 1974
CSNY 1974 è un album dal vivo del gruppo rock Crosby, Stills, Nash & Young, pubblicato nel 2014 ma registrato nel corso del 1974.

## Tracce

### Disco 1
1. Love the One You're With – 6:05 (Stephen Stills)
2. Wooden Ships – 6:36 (David Crosby, Paul Kantner, Stephen Stills)
3. Immigration Man – 3:47 (Graham Nash)
4. Helpless – 4:45 (Neil Young)
5. Carry Me – 4:41 (David Crosby)
6. Johnny's Garden – 5:20 (Stephen Stills)
7. Traces – 3:17 (Neil Young)
8. Grave Concern – 3:11 (Graham Nash)
9. On the Beach – 7:40 (Neil Young)
10. Black Queen – 8:25 (Stephen Stills)
11. Almost Cut My Hair – 7:07 (David Crosby)

### Disco 2
1. Change Partners – 3:51 (Stephen Stills)
2. The Lee Shore – 4:48 (David Crosby)
3. Only Love Can Break Your Heart – 3:28 (Neil Young)
4. Our House – 3:38 (Graham Nash)
5. Fieldworker – 3:07 (Graham Nash)
6. Guinevere – 6:14 (David Crosby)
7. Time After Time – 3:48 (David Crosby)
8. Prison Song – 4:02 (Graham Nash)
9. Long May You Run – 4:13 (Neil Young)
10. Goodbye Dick – 1:40 (Neil Young)
11. Mellow My Mind – 2:33 (Neil Young)
12. Old Man – 4:23 (Neil Young)
13. Word Game – 6:16 (Stephen Stills)
14. Myth of Sisyphus – 4:44 (Stephen Stills, Kenny Passarelli)
15. Blackbird – 2:48 (John Lennon, Paul McCartney)
16. Love Art Blues – 2:57 (Neil Young)
17. Hawaiian Sunrise – 2:56 (Neil Young)
18. Teach Your Children – 3:16 (Graham Nash)
19. Suite: Judy Blue Eyes – 9:25 (Stephen Stills)

### Disco 3
1. Déjà Vu – 8:29 (David Crosby)
2. My Angel – 4:35 (Stephen Stills)
3. Pre-Road Downs – 3:30 (Graham Nash)
4. Don't Be Denied – 6:40 (Neil Young)
5. Revolution Blues – 4:21 (Neil Young)
6. Military Madness – 5:04 (Graham Nash)
7. Long Time Gone – 6:05 (David Crosby)
8. Pushed It Over the End – 7:52 (Neil Young)
9. Chicago – 4:43 (Graham Nash)
10. Ohio – 6:00 (Neil Young)

## Formazione
- David Crosby — voce, chitarra, tamburello
- Stephen Stills — voce, chitarra, tastiera, basso
- Graham Nash — voce, chitarra, tastiera, armonica
- Neil Young — voce, chitarra, tastiera, armonica, banjo
- Tim Drummond — basso
- Russ Kunkel — batteria
- Joe Lala — percussioni